# Широка бара
Широка бара је барско станиште и уједно приградско насеље Београда, општина Палилула.
Широка бара је издужена мочвара, смештена у западном делу плавне равнице Панчевачког рита, једног од преосталих неосушених делова у њему. Протеже се око 10 километара дуж леве обале Дунава (отприлике од 1183 до 1192 километра Дунава, одвајајући се од реке на југу), док му ширина варира од 1 до 3 километра. То је мочварно плављено подручје, сачињено од мањих бара и бројних канала. Налази се на надморској висини од 78 метара, а осим са Дунавом као западном границом, повезан је са каналима Врбовски (исток и север) и Велики (југоисток). Села Стари Бановци и Нови Бановци у Срему у покрајини Војводини налазе се одмах преко Дунава, док се београдска приградска насеља Врбовски, Падинска Скела и Ковилово налазе на северу, истоку и југоистоку. На северном делу мочваре налази се истоимено мало насеље. Део је мочваре Бељарице.

## Насеље
Насеље Широка бара је заправо поднасеље Врбовски (и као такво Падинска Скела) које се налази у северном, банатском делу општине Палилула (Панчевачки Рит), 22 километра северно од центра Београда. Насеље се налази 5 километара западно од Падинске Скеле и Зрењанинског пута који повезује Београд са градом Зрењанином, у Војводини.
Прво насеље се развило око салаша, спољне њиве, након Првог светског рата. После Другог светског рата постао је локација једне од многих спољних фарми компаније ПКБ, највећег београдског пољопривредног предузећа. Како су салаши постајали модернији, а комунална инфраструктура насеља деценијама запуштена, становништво се исељавало и остало је само десетак насељених кућа почетком 2000-их.